# Moritz von Bardeleben (homme politique)
Heinrich Moritz Albert von Bardeleben (né le 17 novembre 1814 à Zerbst et mort le 8 janvier 1890 à Berlin) est un avocat administratif prussien, haut président de la province de Rhénanie.

## Origine
Moritz est issu de la famille noble von Bardeleben. Il est le fils du général d'infanterie Moritz von Bardeleben (1777-1868), gouverneur de Coblence et de sa femme Charlotte née Klaproth (1790-1868). Elle est la fille du chimiste Martin Heinrich Klaproth et la sœur de Julius Klaproth.

## Biographie
Après le lycée de Coblence, Bardeleben étudie le droit à l'université rhénane Frédéric-Guillaume de Bonn et à l'université Frédéric-Guillaume de Berlin de 1830/31. Au cours de ses études en 1831, il devient membre de la fraternité Populonia Bonn. En 1836, il obtient son doctorat. La même année, il entre à la Haute Cour comme auscultateur. Il devient stagiaire à la cour en 1838 et s'installe à Mersebourg en  tant que greffier du gouvernement la même année. En 1842, il devient évaluateur du gouvernement à Coblence, entre à la haute présidence de la province du Rhin et est membre du Conseil scolaire provincial. En 1846, il devient administrateur de l'arrondissement de Bernkastel.
De juin à novembre 1848, il succède à Julius von Minutoli, licencié en raison de son attitude lors des événements révolutionnaires, comme président de la police de Berlin, de novembre 1848 à juin 1849, il est président provisoire du district d'Arnsberg, et de mars à mai 1850, il est président provisoire du district de Dantzig. En mai 1850, Bardeleben devient conseiller du gouvernement au ministère prussien de l'Intérieur, en juillet 1851, membre du Bundestag à Francfort-sur-le-Main. De 1851 à 1858, il est sans emploi officiel et reçoit une allocation d'attente.
En 1858, il devient président du district de Minden, en 1866 du district d'Aix-la-Chapelle et est de 1872 à 1889 haut président de la province de Rhénanie. De 1854 à 1861, il est membre de la Chambre des représentants de Prusse, d'abord en tant que non-inscrit, puis en tant que membre du groupe parlementaire Mathis. À partir de 1872, Bardeleben est également membre de la chambre des seigneurs de Prusse. À partir de 1884, il est président d'honneur de la "Westdeutschen Fluß- und Kanalvereins". Il est positivement disposé à canaliser la Moselle (de).

## Honneurs
- Ordre de l'Aigle rouge de 1re classe avec des feuilles de chêne et le ruban en émail de l'Ordre de la Couronne
- Croix et étoile du Commandeur de l'Ordre de la Maison Royale de Hohenzollern
- Véritable Conseil privé intitulé Votre Excellence (1877)
- Croix de fer sur ruban blanc
- Citoyen d'honneur de Coblence (1886)
- Bardelebenstrasse à Düsseldorf-Oberkassel (4 janvier 1912)